# 莫妮卡·普伊格
莫妮卡·普伊格（西班牙語：Mónica Puig，1993年9月27日—）是波多黎各退役的女子网球运动员，2009年轉職業。她的WTA生涯最高單打排名為第27（2016年9月26日）。2022年宣布退役。她获得过1个WTA巡回赛的冠军（2014年斯特拉斯堡国际赛）以及里約奧運會女单金牌。
里約奧運會，普伊格一路上淘汰加比涅·穆古魯薩與佩特拉·克維托娃，在決賽上擊敗澳網冠軍安赫利奎·克柏獲得冠軍，拿下波多黎各史上第一面奧運金牌。是歷屆獲得奧運金牌者中世界排名最低者（排名第27）。
2022年6月13日，28岁的普伊格在社交网络上宣布退役，“历史上第一次在领奖台上聆听我们的国歌，并获得金牌，这将永远是我人生和职业生涯中最美好的回忆。”她坦诚多年来收到伤病的困扰（肘伤和肩伤），她退役后已经成为ESPN的全职员工。

## 奧運會

### 女子單打
| 賽果 | 年份 | 比賽       | 場地 | 決賽對手 | 對手國籍 | 勝方比分      |
| ---- | ---- | ---------- | ---- | -------- | -------- | ------------- |
| 金牌 | 2016 | 里約奧運會 | 硬地 | 克柏     | 德國     | 6–4、4–6、6–1 |